# Укагач
Укагач — упраздненный в 2023 посёлок в Верхнеуфалейском городском округе Челябинской области России. 

## География
Находился примерно в 7 км к востоку-юго-востоку (ESE) от районного центра, города Верхний Уфалей, на высоте 463 метров над уровнем моря.
Вблизи посёлка находится остановочный пункт Южно-Уральской железной дороги.

## Население
| 1970 | 1977 | 1983 | 1997 | 2002 | 2010 | 2021 |
| ---- | ---- | ---- | ---- | ---- | ---- | ---- |
| 35   | ↗36  | ↘19  | ↘2   | ↘0   | ↗1   | ↘0   |

По данным Всероссийской переписи, в 2010 году численность населения посёлка составляла 1 человека (1 мужчина).